# Mikroregion Bauru

Mikroregion Bauru

Mikroregion Bauru – mikroregion w brazylijskim stanie São Paulo należący do mezoregionu Bauru.

## Gminy
- Agudos
- Arealva
- Areiópolis
- Avaí
- Balbinos
- Bauru
- Borebi
- Cabrália Paulista
- Duartina
- Guarantã
- Iacanga
- Lençóis Paulista
- Lucianópolis
- Paulistânia
- Pirajuí
- Piratininga
- Pongaí
- Presidente Alves
- Reginópolis
- Ubirajara
- Uru